# Gareth Williams
Gareth Vaughan Williams (1965) è un astronomo britannico naturalizzato statunitense, direttore associato del Minor Planet Center (MPC) dell'Unione Astronomica Internazionale.
È entrato nel MPC nel gennaio del 1990, ed è attualmente il membro di staff che ha lavorato più a lungo per il Minor Planet Center. È un membro della UAI e rappresentante del MPC in varie commissioni e gruppi di lavoro UAI, tra cui il Working Group on Planetary System Nomenclature e il Working Group on Small Body Nomenclature, di cui è segretario. Annuncia il proprio pensionamento l'11 febbraio 2020 .

## Biografia
Gareth ha ottenuto la sua laurea in astronomia presso la University College London, e il suo PhD nel 2013 dalla Open University. È noto per aver riscoperto gli asteroidi perduti 878 Mildred nel 1991 e 719 Albert nel 2000.
Ha anche identificato la prima osservazione nota di un Asteroide troiano di Giove, identificando A904 RD, un corpo celeste osservato durante una sola notte da E. E. Barnard, con 12126 (1999 RM11). Le osservazioni di Barnard, che egli inizialmente riteneva appartenenti a Febe (satellite naturale di Saturno), furono sufficienti a mostrare che il corpo celeste era distante, ma non effettuò alcuna ulteriore osservazione di follow up. Il primo asteroide troiano di Giove ad essere riconosciuto come tale, 588 Achilles, venne scoperto nel 1906.
L'asteroide 3202 Graff, un corpo appartenente alla famiglia Hilda scoperto da Max Wolf a Heidelberg nel 1908, venne chiamato così in onore di Gareth Williams il 10 aprile 1990 (M.P.C. 16245).